# Tintin et le Mystère de La Toison d'or
Tintin et le mystère de la Toison d'Or (Tintim e o Mistério do Tosão de Ouro, em português) é um filme franco-belga dirigido por Jean-Jacques Vierne, com cenário e atores reais, lançado na França em 6 de dezembro de 1961.
Apresentando personagens da série de banda desenhada franco-belga As Aventuras de Tintin, escrita e desenhada pelo escritor e artista belga Hergé, foi um filme live-action com atores caracterizados para se parecer com os personagens e com uma história original não baseada em nenhum dos álbuns, o filme foi realizado em Istambul, na Turquia. É considerado por muitos tintinologistas um dos melhores filmes com o personagem.
Foi seguido por uma sequência de menos sucesso, Tintin e as Laranjas Azuis.

## Sinopse
Tintim e o Capitão Haddock estão em Istambul e são ameaçados por uma organização turca que quer se apoderar do navio Tosão de Ouro, que o amigo do capitão, Témistocle Paparanic, lhe legou.

## Elenco
- Georges Wilson .... Capitão Haddock
- Georges Loriot .... Professor Girassol
- Jean-Pierre Talbot .... Tintim
- Milo .... Milu
- Charles Vanel .... padre Alexandre
- Darío Moreno .... Midas Papos
- Dimos Starenios .... Scoubidouvitch
- Ulvi Uraz .... Malik
- Marcel Bozzuffi .... Angorapoulos
- Demetrios Myra .... Karabine
- Henri Soya ... Clodion
- Max Elloy .... Nestor